# Manuel Fajardo (abogado)
Manuel Fajardo fue un abogado y líder del MOVADEF.

## Biografía
Se desempeñó como abogado de Abimael Guzmán, líder del Partido Comunista del Perú "Sendero Luminoso." en el año 2002, presentó una demanda de inconstitucionalidad contra la legislación antisubversiva promulgada por Alberto Fujimori. Fue líder del Movimiento Popular de Control Constitucional (MPCC) junto a Walter Humala y Marcelino Tineo.
En noviembre del año 2009, fundó junto a Alfredo Crespo el MOVADEF. Para la creación del MOVADEF, recibieron dinero de Florindo Eleuterio Flores Hala, alias "Camarada Artemio". En el año 2012, fue captado haciendo alusión a un futuro retomar de la acción armada por parte de los neosenderistas.
Fue detenido en el año 2014 junto a otros miembros del MOVADEF en el transcurso de la Operación Perseo. Tras ser liberado, en aquel mismo año funda el Frente de Unidad de Defensa del Pueblo Peruano (FUDEPP) junto a Crespo. Falleció en el año 2018.